# Orphanocoela kranzii
Orphanocoela kranzii är en svampart som först beskrevs av B. Sutton, och fick sitt nu gällande namn av Nag Raj 1989. Orphanocoela kranzii ingår i släktet Orphanocoela, divisionen sporsäcksvampar och riket svampar.   Inga underarter finns listade i Catalogue of Life.